# Arabischer Separatismus in Chuzestan

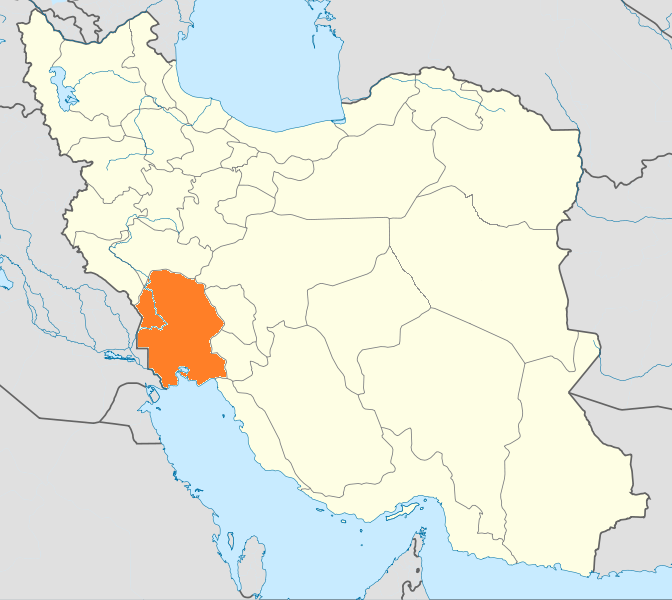
Karte des Iran mit hervorgehobenem Chuzestan

Der arabische Separatismus in Chuzestan bezieht sich auf die jahrhundertealte separatistische arabische Bewegung im westlichen Teil der Provinz Chuzestan im Iran.

## Geschichte des Separatismus in Chuzestan

### 1922–1924: Rebellion von Sheikh Khazal
Bereits in den 1920er Jahren gab es aufgrund der zunehmenden Macht des späteren Shahs von Iran, Reza Khan, Unruhen in Chuzestan. Der Scheich von Mohammerah, Khazal Khan, und der Stammesführer von Arabistan fühlten sich von Reza Khans Versuch, höhere Steuern zu erheben und die Autorität der Stammesführer zu reduzieren, bedroht. Dies führte zur kurzen Rebellion von Sheikh Khazal im November 1924, die von der neu installierten Pahlavi-Dynastie niedergeschlagen wurde. Arabistan wurde im Jahr 1925 zusammen mit anderen autonomen Regionen Persiens aufgelöst.

### 1979: Aufstand und Iranische Botschaftsbelagerung in London
Nach der Islamischen Revolution im Jahr 1979 brach der Separatismus erneut aus. Die Forderungen nach Autonomie wurden vom Iran gewaltsam unterdrückt, was dazu führte, dass die Revolutionäre Demokratische Front für die Befreiung von Arabistan (DRFLA), eine arabische Separatistengruppe, die iranische Botschaft in London besetzte. Die Terroristen forderten die Freilassung von 91 ihrer im Iran inhaftierten Kameraden.

### 1999 – Heutiger Konflikt
Im Jahr 1999 wurde die Arabische Kampfbewegung für die Befreiung von al-Ahwaz (ASMLA) von Habib Yabar, Habib Asewad Kaabi und Ahmad Mola Nissi in Europa gegründet. Das Ziel der Gruppe ist die Schaffung eines unabhängigen arabischen Staates in Chuzestan und sie hat bereits terroristische Anschläge und Attentate verübt, um dieses Ziel zu erreichen. Die ASMLA wird von Saudi-Arabien finanziert und unterstützt.

## Zivilunruhen und Aufstände
Im Jahr 2005 kam es zu gewalttätigen Auseinandersetzungen in Ahvaz und umliegenden Städten, die vier Tage andauerten. Eine Serie von Bombenanschlägen folgte später in diesem Jahr und Anfang 2006, die sunnitischen arabischen Separatistengruppen aus Chuzestan zugeschrieben wurden.
Im Jahr 2011 brachen erneut Proteste aus, die unter den Demonstranten als „Tag des Zorns“ bekannt wurden. Diese fanden anlässlich des Jahrestags der Unruhen von 2005 statt und waren eine Reaktion auf den Arabischen Frühling. Die Proteste dauerten vier Tage, bei denen 12–15 Demonstranten getötet, viele verletzt und verhaftet wurden.